# Neptunbrunnen (Wien)
Der Neptunbrunnen im Schönbrunner Schlosspark wurde im Zuge der Umgestaltung der Anlage unter Kaiserin Maria Theresia zwischen 1778 und 1780 erbaut. Der Brunnen ist gut hundert Meter lang, knapp fünfzig Meter breit und ohne Figuren etwas über sieben Meter hoch.

## Geschichte

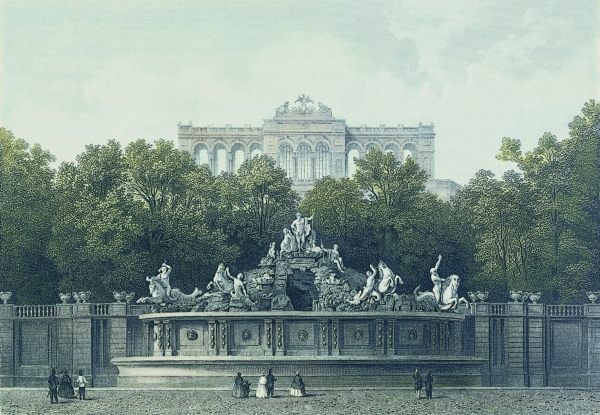
Neptunbrunnen und Gloriette, kolorierter Stahlstich 1870

Die Grabungen für das Bassin (und vier weitere im Großen Parterre vorgesehene Brunnen) wurden 1776 begonnen, doch musste das Konzept 1777 abgeändert werden, nachdem sich herausgestellt hatte, dass keine entsprechenden Mengen Wassers herbeigeleitet werden könnten. Dies führte dazu, dass gegrabene Bassins wieder zugeschüttet werden mussten und sich die Fertigstellung des Neptunbrunnens bis 1780 verzögerte.
Der Entwurf der aus Ziegeln gemauerten, aber mit Kaiserstein verkleideten Anlage stammt von Johann Ferdinand Hetzendorf von Hohenberg. Die Herstellung der Skulpturen aus weißem Sterzinger Marmor wurde dem k.k. Hofstatuarius (Hofbildhauer) Johann Christian Wilhelm Beyer übertragen und in seinem Atelier ausgeführt.

## Beschreibung

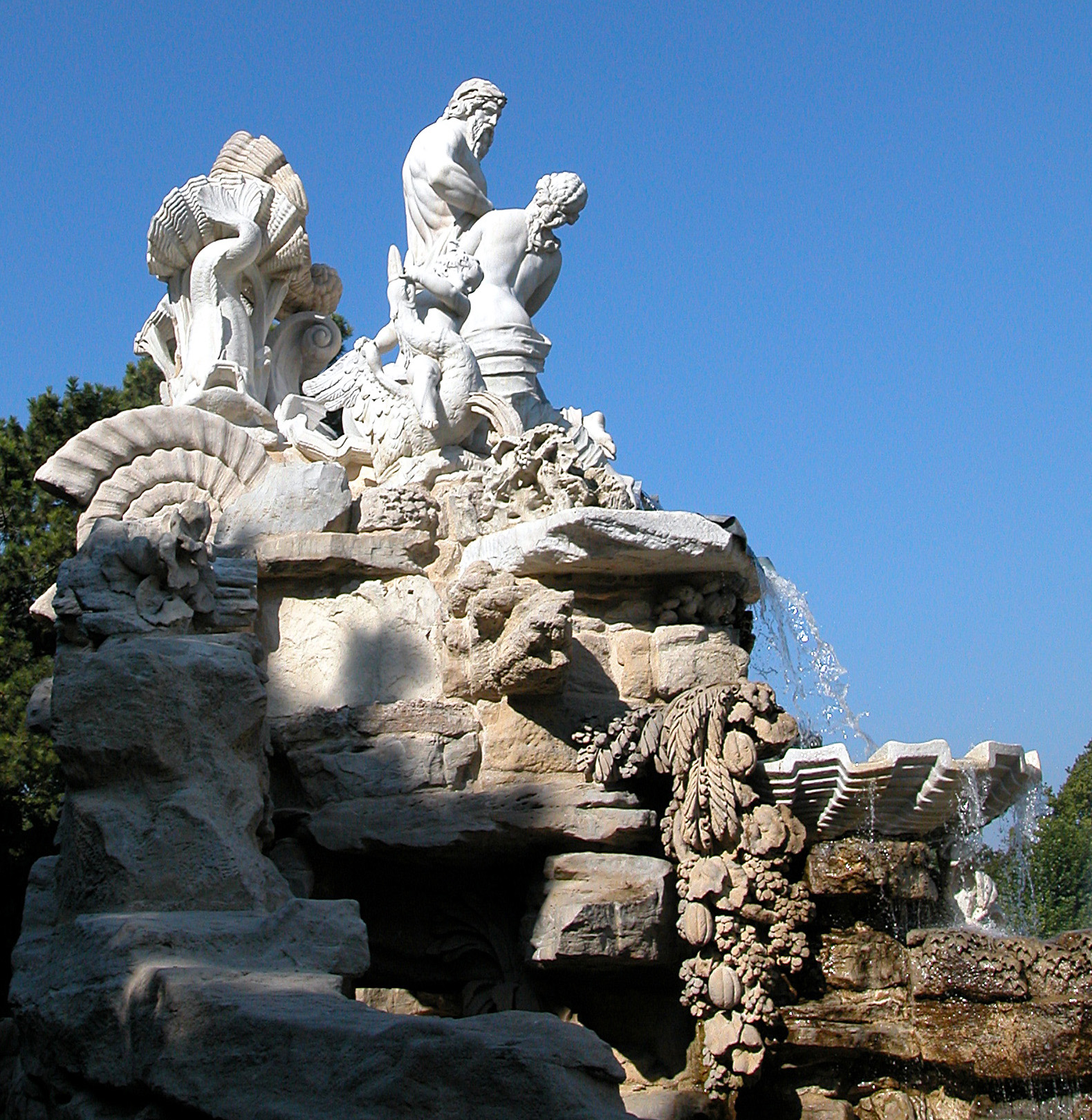
Figurengruppe von Ost

Der Brunnen liegt in der Hauptachse zwischen Schloss und Gloriette am Rande des Großen Parterres, das die überlebensgroßen Figuren abschließen, während sie gleichzeitig den Übergang zum Hügel akzentuieren.
Er besteht aus einem großen Bassin, das gegen den Hang durch eine geschwungene Stützmauer abgeschlossen wird. In deren Mitte befindet sich eine künstliche Felsgrotte, darüber der Meeresgott Neptun auf einem Muschelwagen, gestützt auf seinen Dreizack.
Zu seiner Rechten kniet die Meeresnymphe Thetis, die Mutter des Achill. Sie bittet Neptun um einen Seesturm, der die Entführung Helenas durch den trojanischen Prinzen Paris nach Troja vereiteln sollte. Im Wissen um die Prophezeiung, ihr Sohn werde im Trojanischen Krieg einen frühen Tod sterben, sucht sie den Meeresgott zu überreden, den drohenden Krieg zu verhindern, und so das Leben ihres Sohnes zu retten. Zu Neptuns Linken, zu seinen Füßen, eine Nymphe mit Füllhorn, Hinweis auf den überquellenden Reichtum der Meere. Umgeben wird die Hauptgruppe von vier Tritonen, den Bändigern der Hippocampen (Meerespferde), die Neptuns Wagen ziehen. Die ursprünglich sieben Figurengruppen (neben der Hauptgruppe mit Neptun und den vier Tritonengruppen noch zwei Najadengruppen, die im Bassin aufgestellt werden sollten) führten zu Streit und einigem amtlichem Schriftverkehr: Die Najadengruppen waren gegenüber den anderen so unproportional klein ausgeführt, dass man sie in die beiden Becken des östlichen und westlichen Rondells (jetzt Rundes und Sternenbecken) setzen musste. Beyer wurde beschuldigt, dies absichtlich herbeigeführt zu haben, um anderen Bildhauern, die sonst für diese Bassins gearbeitet hätten, mit vollendeten Tatsachen zuvorzukommen.
Der die Meere beherrschende Neptun stand in der Kunst des 16. bis 18. Jahrhunderts als Gleichnis für den sein Land lenkenden Souverän.
Hinter dem Brunnen befindet sich ein in den Hang gemauertes Gebäude, durch das ein Ziegelgewölbe mit bis zu eineinhalb Meter dicken Mauern unterhalb des Brunnens und ein Verbindungsstollen zum hinteren Glorietteteich zugänglich werden. Das Wasser wird durch eine Gravitationsleitung von dort zum Neptunbrunnen geführt. Wegen Wassermangels wurde der Brunnen früher nur bei besonderen Anlässen in Betrieb genommen und nach jedem der beiden Weltkriege gar nicht. Erst seit der letzten, umfassenden Sanierung des Brunnens ist ein Wasserkreislauf vorhanden und damit ein Dauerbetrieb möglich.